# Monsieur Mallah
Pour les articles homonymes, voir Mallah.
Monsieur Mallah est un super-vilain français de l'univers DC Comics. Il est l'assistant du Cerveau et un membre important de la Confrérie du Mal.
Monsieur Mallah n'est pas à confondre avec un autre vilain DC, Gorilla Grodd.

## Histoire
Monsieur Mallah était à l'origine un gorille ordinaire, avant d'être capturé et utilisé comme cobaye par le scientifique qui allait par la suite devenir le Cerveau. Ce dernier utilisa ses connaissances pour augmenter son intelligence, et parvint à faire monter son QI au niveau impressionnant de 178. Il nomma ensuite ce gorille Monsieur Mallah, et l'éduqua pendant dix ans avant d'en faire son assistant personnel.
Face aux découvertes du scientifiques, son collègue Niles Caulder devint de plus en plus jaloux, et s'arrangea pour qu'il soit pris dans une explosion qui détruisit tout son corps. Seul survécut le cerveau, que Caulder avait prévu de placer dans un corps robotique.
Mallah sauva le scientifique, récupérant son cerveau et le plaçant dans un Réseau d'ordinateurs qui lui permettait de continuer à fonctionner. À dater de ce jour, ce qui restait du scientifique fut simplement connu comme "Le Cerveau".
Par la suite, le Cerveau et Monsieur Mallah formèrent une organisation criminelle, la Confrérie du Mal, espérant conquérir le monde et se venger de Caulder. Caulder, de son côté, créa, grâce à une autre série d'incidents organisés, le groupe de super-héros connu sous le nom de Patrouille Z. À travers leurs efforts pour détruire les "Toutous" de Caulder, le Cerveau, Mallah et leur Confrérie devinrent les ennemis jurés de la Patrouille Z. Leurs actions criminelles les conduisirent aussi à affronter plusieurs fois les Teen Titans.

## Pouvoirs et capacités
Monsieur Mallah possède une intelligence incroyablement élevée, avec un QI de 178. Étant un gorille, il possède aussi une force, une endurance et une agilité supérieures à celles d'un humain. En général, il porte aussi une arme à feu.

## Autres médias

### Série animéeTeen Titans
Monsieur Mallah apparaît dans la série animée Teen Titans : Les Jeunes Titans, en tant que membre de la Confrérie du Mal, où il est apparemment le second du Cerveau. Selon sa description par Mento, "sa force physique n'égale que son intelligence". Comme dans le comic, c'est un gorille parlant. Il est aussi, avec le Cerveau, le premier membre de la Confrérie à apparaître dans la série (Immortus et Madame Rouge n'apparaissant qu'un épisode après).

### Série animéeLa Ligue des justiciers: Nouvelle Génération
Il apparaît dès la saison 1 de la série animée La Ligue des justiciers : Nouvelle Génération comme un super-vilain travaillant pour le Cerveau, qui est lui-même membre d'une puissante organisation criminelle appelée « la Lumière ». Dans la saison 3, il est membre de la Task Force X.